# Polystachya kingii
Polystachya kingii är en orkidéart som beskrevs av Victor Samuel Summerhayes. Polystachya kingii ingår i släktet Polystachya och familjen orkidéer. Inga underarter finns listade i Catalogue of Life.